# Liste der Baudenkmale in Bispingen
In der Liste der Baudenkmale in Bispingen sind alle Baudenkmale der niedersächsischen Gemeinde Bispingen im Landkreis Heidekreis aufgelistet. Der Stand der Liste ist das Jahr 2021.

## Allgemein
In den Spalten befinden sich folgende Informationen:
- Lage: die Adresse des Baudenkmales und die geographischen Koordinaten. Kartenansicht, um Koordinaten zu setzen. In der Kartenansicht sind Baudenkmale ohne Koordinaten mit einem roten Marker dargestellt und können in der Karte gesetzt werden. Baudenkmale ohne Bild sind mit einem blauen Marker gekennzeichnet, Baudenkmale mit Bild mit einem grünen Marker.
- Bezeichnung: Bezeichnung des Baudenkmales
- Beschreibung: die Beschreibung des Baudenkmales. Unter § 3 Abs. 2 NDSchG werden Einzeldenkmale und unter § 3 Abs. 3 NDSchG Gruppen baulicher Anlagen und deren Bestandteile ausgewiesen.
- ID: die Objekt-ID des Baudenkmales
- Bild: ein Bild des Baudenkmales, ggf. zusätzlich mit einem Link zu weiteren Fotos des Baudenkmals im Medienarchiv Wikimedia Commons. Wenn man auf das Kamerasymbol klickt, können Fotos zu Baudenkmalen aus dieser Liste hochgeladen werden:

## Baudenkmale

### Behringen
| Lage                                             | Bezeichnung    | Beschreibung                                                  | ID       | Bild |
| ------------------------------------------------ | -------------- | ------------------------------------------------------------- | -------- | ---- |
| Haverbecker Straße 12 53° 6′ 51″ N, 9° 57′ 31″ O | Hof "Im Grimm" | Baudenkmalgruppe mit Wohn- und Wirtschaftsgebäude und Scheune | 32689089 | BW   |

### Bispingen
| Lage                                                    | Bezeichnung                  | Beschreibung                                         | ID       | Bild           |
| ------------------------------------------------------- | ---------------------------- | ---------------------------------------------------- | -------- | -------------- |
| Bergstraße 5 53° 5′ 3″ N, 9° 59′ 57″ O                  | Wohnhaus                     |                                                      | 32737570 |                |
| Borsteler Straße 53° 5′ 9″ N, 9° 59′ 56″ O              | Kriegerdenkmal               |                                                      | 32737883 |                |
| Borsteler Straße / Wiesenkamp 53° 5′ 8″ N, 9° 59′ 57″ O | Mauer                        |                                                      | 32736230 |                |
| Hauptstraße 15 53° 4′ 55″ N, 9° 59′ 48″ O               | St.-Antonius-Kirche          |                                                      | 32736156 | Weitere Bilder |
| Hauptstraße 15 53° 4′ 55″ N, 9° 59′ 48″ O               | Kirchhof                     |                                                      | 32736187 | BW             |
| Heidkamp 6 53° 5′ 34″ N, 9° 57′ 41″ O                   | Wohn- und Wirtschaftsgebäude | Häuslingshaus, ehem.                                 | 32737798 | BW             |
| Kirchweg 3 53° 4′ 54″ N, 9° 59′ 56″ O                   | Alte Kirche / Ole Kerk       |                                                      | 32736203 | Weitere Bilder |
| Kirchweg 4 53° 4′ 53″ N, 9° 59′ 52″ O                   | Küsterhaus                   |                                                      | 32737907 |                |
| Kirchweg 5 53° 4′ 53″ N, 9° 59′ 56″ O                   | Pfarrhofstelle               |                                                      | 32736130 |                |
| Hützeler Straße 12 53° 4′ 59″ N, 10° 0′ 5″ O            | Wohn- und Wirtschaftsgebäude |                                                      | 32738261 | BW             |
| Nöllestraße 40 53° 4′ 13″ N, 10° 0′ 38″ O               | Villa                        | nicht mehr im Denkmalatlas verzeichnet (03.10.21)    |          | BW             |
| Scharrler Weg 2 53° 4′ 56″ N, 9° 59′ 44″ O              | Hof                          | Der Hof existiert nicht mehr, jetzt Wohnhausbebauung |          |                |
| Steinkenhöfen 1 53° 5′ 4″ N, 9° 58′ 57″ O               | Speicher                     |                                                      | 32737547 | BW             |

### Haverbeck
| Lage                                         | Bezeichnung                  | Beschreibung                                      | ID       | Bild |
| -------------------------------------------- | ---------------------------- | ------------------------------------------------- | -------- | ---- |
| Oberhaverbeck 1 53° 8′ 42″ N, 9° 55′ 24″ O   | Wohnhaus                     | Häuslingswohnhaus                                 | 32737775 | BW   |
| Oberhaverbeck 1a 53° 8′ 43″ N, 9° 55′ 26″ O  | Stall                        |                                                   | 32736775 | BW   |
| Oberhaverbeck 1 53° 8′ 43″ N, 9° 55′ 21″ O   | Wohn- und Wirtschaftsgebäude |                                                   | 32736798 | BW   |
| Oberhaverbeck 2 53° 8′ 43″ N, 9° 55′ 17″ O   | Speicher                     |                                                   | 32736867 | BW   |
| Oberhaverbeck 2 53° 8′ 42″ N, 9° 55′ 17″ O   | Wohn- und Wirtschaftsgebäude |                                                   | 32736895 | BW   |
| Oberhaverbeck 2 53° 8′ 41″ N, 9° 55′ 16″ O   | Nebengebäude                 |                                                   | 32737732 | BW   |
| Oberhaverbeck 3 53° 8′ 38″ N, 9° 55′ 25″ O   | Wohn- und Wirtschaftsgebäude |                                                   | 32737684 | BW   |
| Oberhaverbeck 3 53° 8′ 38″ N, 9° 55′ 25″ O   | Wagenschauer                 |                                                   | 32736717 | BW   |
| Oberhaverbeck 4 53° 8′ 45″ N, 9° 55′ 17″ O   | Schafstall                   |                                                   | 32736308 | BW   |
| Oberhaverbeck 4 53° 8′ 44″ N, 9° 55′ 18″ O   | Wohn- und Wirtschaftsgebäude |                                                   | 32736819 | BW   |
| Oberhaverbeck 4 53° 8′ 44″ N, 9° 55′ 17″ O   | Speicher                     |                                                   | 32736844 | BW   |
| Oberhaverbeck 10 53° 8′ 37″ N, 9° 55′ 28″ O  | Wohn- und Wirtschaftsgebäude |                                                   | 32737709 | BW   |
| Oberhaverbeck 12 53° 8′ 37″ N, 9° 55′ 31″ O  | Wohn- und Wirtschaftsgebäude | nicht mehr im Denkmalatlas verzeichnet (03.10.21) |          | BW   |
| Niederhaverbeck 4 53° 8′ 52″ N, 9° 54′ 40″ O | Wohn- und Wirtschaftsgebäude | Fachhallenhaus                                    | 32737820 | BW   |
| Schulsteig 53° 8′ 58″ N, 9° 54′ 52″ O        | Brücke                       |                                                   | 32736941 |      |
| Landesstraße 211 53° 7′ 45″ N, 9° 56′ 11″ O  | Schafstall                   |                                                   | 32737859 |      |

### Hörpel
| Lage                                     | Bezeichnung      | Beschreibung | ID       | Bild           |
| ---------------------------------------- | ---------------- | ------------ | -------- | -------------- |
| Lindenallee 1 53° 8′ 33″ N, 10° 1′ 56″ O | Scheune          |              | 32737066 |                |
| Lindenallee 1 53° 8′ 33″ N, 10° 1′ 58″ O | Speicher         |              | 32737094 |                |
| Lindenallee 2 53° 8′ 31″ N, 10° 1′ 55″ O | Kirche St. Pauli |              | 32737119 | Weitere Bilder |

### Hützel
| Lage                                            | Bezeichnung                  | Beschreibung | ID       | Bild |
| ----------------------------------------------- | ---------------------------- | ------------ | -------- | ---- |
| Alter Postweg 1 53° 5′ 42″ N, 10° 1′ 31″ O      | Wohn- und Wirtschaftsgebäude |              | 32737422 |      |
| Alter Postweg 29 53° 5′ 25″ N, 10° 1′ 15″ O     | Wohn- und Wirtschaftsgebäude |              | 32737351 | BW   |
| Bispinger Straße 3 53° 5′ 43″ N, 10° 1′ 36″ O   | Speicher                     |              | 32737475 |      |
| Bispinger Straße 5 53° 5′ 43″ N, 10° 1′ 35″ O   | Speicher                     |              | 32737499 | BW   |
| Bispinger Straße 9 53° 5′ 41″ N, 10° 1′ 26″ O   | Speicher                     |              | 32737523 | BW   |
| Dorfstraße 7 53° 5′ 48″ N, 10° 1′ 44″ O         | Wohn- und Wirtschaftsgebäude |              | 32737192 |      |
| Dorfstraße 7 53° 5′ 48″ N, 10° 1′ 43″ O         | Speicher                     |              | 32737168 |      |
| Dorfstraße 12 53° 5′ 49″ N, 10° 1′ 38″ O        | Wohn- und Wirtschaftsgebäude |              | 32737218 |      |
| Steinbecker Straße 2 53° 5′ 53″ N, 10° 1′ 53″ O | Wassermühle                  |              | 32685301 | BW   |
| Steinbecker Straße 2 53° 5′ 53″ N, 10° 1′ 53″ O | Mühlengebäude                |              | 32737244 | BW   |
| Steinbecker Straße 2 53° 5′ 52″ N, 10° 1′ 52″ O | Nebengebäude                 |              | 32737329 | BW   |
| Steinbecker Straße 2 53° 5′ 52″ N, 10° 1′ 52″ O | Wehr                         |              | 32737309 | BW   |

### Volkwardingen
| Lage                                       | Bezeichnung | Beschreibung | ID       | Bild |
| ------------------------------------------ | ----------- | ------------ | -------- | ---- |
| Volkwardingen 5 53° 7′ 43″ N, 9° 59′ 57″ O | Hofmauer    |              | 32736990 |      |

### Wilsede
| Lage                                  | Bezeichnung                  | Beschreibung                                      | ID       | Bild           |
| ------------------------------------- | ---------------------------- | ------------------------------------------------- | -------- | -------------- |
| Sellhorn 1 53° 9′ 6″ N, 9° 58′ 59″ O  | Forstamt                     |                                                   | 32736256 |                |
| Sellhorn 3 53° 9′ 3″ N, 9° 59′ 7″ O   | Forstarbeiterhaus            |                                                   | 32736284 |                |
| Wilsede 1 53° 10′ 2″ N, 9° 57′ 54″ O  | Wohn- und Wirtschaftsgebäude |                                                   | 32736338 | BW             |
| Wilsede 1 53° 9′ 59″ N, 9° 57′ 53″ O  | Stall                        |                                                   | 32736417 | BW             |
| Wilsede 1 53° 10′ 1″ N, 9° 57′ 56″ O  | Speicher                     |                                                   | 32736103 | BW             |
| Wilsede 1 53° 10′ 2″ N, 9° 57′ 53″ O  | Speicher                     |                                                   | 32736390 | BW             |
| Wilsede 1a 53° 10′ 4″ N, 9° 57′ 56″ O | Wohnhaus                     |                                                   | 32736364 | BW             |
| Wilsede 2 53° 10′ 0″ N, 9° 57′ 45″ O  | Hof                          | nicht mehr im Denkmalatlas verzeichnet (03.10.21) |          |                |
| Wilsede 3 53° 9′ 55″ N, 9° 57′ 39″ O  | Wohn- und Wirtschaftsgebäude |                                                   | 32736530 | Weitere Bilder |
| Wilsede 3b 53° 9′ 54″ N, 9° 57′ 36″ O | Wohn- und Wirtschaftsgebäude | De Emhoff                                         | 32736556 | Weitere Bilder |
| Wilsede 3b 53° 9′ 54″ N, 9° 57′ 34″ O | Stall                        |                                                   | 32738068 | Weitere Bilder |
| Wilsede 3b 53° 9′ 53″ N, 9° 57′ 35″ O | Speicher                     |                                                   | 32736636 | Weitere Bilder |
| Wilsede 3b 53° 9′ 54″ N, 9° 57′ 35″ O | Speicher                     |                                                   | 32736584 | BW             |
| Wilsede 3b 53° 9′ 54″ N, 9° 57′ 35″ O | Brunnen                      |                                                   | 32736610 | BW             |
| Wilsede 4 53° 9′ 57″ N, 9° 57′ 41″ O  | Wohn- und Wirtschaftsgebäude | Kote Hillmer                                      | 32738094 | Weitere Bilder |
| Wilsede 4 53° 9′ 58″ N, 9° 57′ 41″ O  | Speicher                     |                                                   | 32736503 |                |
| Wilsede 5 53° 9′ 59″ N, 9° 57′ 49″ O  | Wohn- und Wirtschaftsgebäude |                                                   | 32738121 | BW             |
| Wilsede 6 53° 9′ 57″ N, 9° 57′ 50″ O  | Schule                       |                                                   | 32736445 | BW             |
| Wilsede 7 53° 9′ 51″ N, 9° 57′ 36″ O  | Armenhaus                    |                                                   | 32738234 |                |
| Wilsede 8 53° 9′ 48″ N, 9° 57′ 32″ O  | Speicher                     |                                                   | 32736689 | BW             |
| Wilsede 9b 53° 9′ 51″ N, 9° 57′ 39″ O | Gasthof                      |                                                   | 32738146 |                |
| Wilsede 9 53° 9′ 52″ N, 9° 57′ 38″ O  | Hof                          | Heidemuseum Dat ole Huus                          | 32736662 | Weitere Bilder |